# きみとぼく (雑誌)
『きみとぼく』は、1994年から2000年にソニー・マガジンズ（現エムオン・エンタテインメント）から発行されていた少女向け漫画雑誌。

## 歴史
1994年にソニー・マガジンズがコミック部門に進出した際に創刊される。母体はスコラのコミック編集部で、スコラ倒産後、移籍してきたもの。2000年6月号で休刊になり、季刊誌『コミックきみとぼく』になり、vol.4まで発行される。その後、アンソロジーコミック「WALLFLOWER」となる。2001年、ソニー・マガジンズがコミック事業から撤退したことで、幻冬舎傘下の幻冬舎コミックスに引き継がれた。

## 掲載作品
- AYZ（藤枝とおる）
- ヴァンパイア・キス（さいきなおこ）
- EXIT（藤田貴美）
- CAROL-K（高河ゆん、原作：木根尚登）
- クォーターズ・ドリーム（速水翼）
- グラビテーション（村上真紀）
- コジコジ（さくらももこ）
- 子供達をせめないで（新井理恵）
- 三国物語（土方悠）
- 3D-boys（内田一奈）
- Z/ETA（佐野真砂輝&わたなべ京、原作：子安武人）
- 天才ファミリー・カンパニー（二ノ宮知子）
- TOY'S（くさなぎ俊祈）
- 人形はこたつで推理する（河内実加、原作：我孫子武丸）
- 華の暁女学院野球部（笠間留美）
- ピングー・コミック（ミッシェル・ニー）
- 本日の運勢（二宮悦巳）
- むっちゃ、スゴイねん!!（安永圭）
- 雷神-ライディーン-（森みずほ）
- レンアイアレルギー（藤枝とおる）

## 映像化
| 作品             | 放送年          | アニメーション制作 | 備考 |
| ---------------- | --------------- | ------------------ | ---- |
| コジコジ         | 1997年 - 1999年 | 日本アニメーション |      |
| グラビテーション | 2000年 - 2001年 | スタジオディーン   |      |

| 作品             | 放送年 | アニメーション制作 | 備考 |
| ---------------- | ------ | ------------------ | ---- |
| グラビテーション | 1999年 | プラム             |      |

| 作品                       | 放送年 | 制作                 | 備考                         |
| -------------------------- | ------ | -------------------- | ---------------------------- |
| 天才ファミリー・カンパニー | 1999年 | テレビ朝日 THE WORKS | タイトルは「あぶない放課後」 |